# معاینه بالینی دام‌های مزرعه
معاینه بالینی دام‌های مزرعه کتابی از پیتر جکسون و پیتر کاک گرافت است. 

## ترجمه
این کتاب با ترجمهٔ محمدرضا مخبر، علیرضا خانی، محمدقلی نادعلیان و محمد بلوچی در سال ۱۳۸۵ منتشر و در مراسم کتاب سال جمهوری اسلامی ایران به‌عنوان کتاب برگزیده معرفی شد.